# メタンジイル基

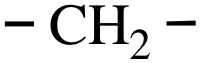
メチレン架橋
（メタンジイル基）

メタンジイル基(Methanediyl group)またはメチレン架橋(Methylene bridge)は、分子内において-CH2-で表される構造である。つまり、2つの水素原子と結合する1つの炭素原子が、分子の残りの部分の2つの原子と単結合で繋がった構造である。非分岐直鎖アルカンの骨格の繰り返し単位となる。
この構造はまた、錯体において2つの金属と結合する二配位リガンドとなる。例としては、チタンおよびアルミニウムと結合するテッベ試薬がある。
ジクロロメタンを塩化メチレンとも呼ぶように、メタンジイル基は、メチレン基または単にメチレンと呼ばれる場合もある。しかし、メチレン基またはメチリデンは正確には、分子内の他の部分と二重結合を形成するCH2基を意味する言葉である。これらは、架橋CH2基とはかなり異なる化学的性質を持つ。